# Gianni Ravera
Giandomenico Ravera, nato Lenin Ravera e meglio noto come Gianni Ravera (Chiaravalle, 9 aprile 1920 – Roma, 15 maggio 1986), è stato un cantante, impresario e produttore musicale italiano.
A fronte della relativamente breve carriera canora (durata poco più di un decennio), è maggiormente noto per essere stato l'organizzatore di 16 edizioni del Festival di Sanremo, nonché l'ideatore di altre manifestazioni come il Festival di Castrocaro e la Gondola d'oro, fucina di giovani talenti musicali italiani.

## Biografia
Iscritto dai genitori all'anagrafe come Lenin Ravera, fu costretto dalla burocrazia fascista a cambiare il proprio nome in Giandomenico, da cui derivò il diminutivo Gianni con il quale era conosciuto.
Nel 1942, a vent'anni, partecipò in coppia a una ventunenne Nilla Pizzi a un concorso amatoriale di musica indetto dall'EIAR vincendolo con la canzone T'ho vista piangere.
Nel dopoguerra entrò alla Rai cantando con le orchestre dirette da Angelini, Barzizza, Trovajoli e Savina, come rappresentante dello stile all'italiana. Partecipò alle trasmissioni radiofoniche Le canzoni della fortuna e Voci e volti della fortuna, antenati di Canzonissima, e a tre edizioni del Festival di Sanremo: nel 1954 con Gioia di vivere, nel 1955 con Un cuore e con Non penserò che a te, e nel 1957 con Un certo sorriso e, insieme al Duo Fasano, Venezia mia, nonché alla prima edizione di Canzonissima.
Curò anche varie altre gare canore, legate a doppio filo con la radio, dal Festival di Castrocaro al Disco per l'estate, concludendo la propria carriera come consulente della RAI e collaborando a trasmissioni televisive come Fantastico e Serata d'onore.
Diventò organizzatore del Festival di Sanremo nel 1962 e dopo organizzò ben 16 edizioni della manifestazione da solo, comprese due con Ezio Radaelli e una in trio con Elio Gigante e Vittorio Salvetti.
Portò in Italia personaggi come Louis Armstrong, Stevie Wonder, Dionne Warwick, Paul Anka e Wilson Pickett, e lanciò personaggi come Iva Zanicchi, Bobby Solo e Gigliola Cinquetti, ma anche Eros Ramazzotti e Zucchero Fornaciari.
Nel 1963 ideò il Festival di Castrocaro per voci nuove; nacque quindi il Festival i cui cantanti vincitori avrebbero poi partecipato di diritto al Festival di Sanremo l'anno successivo.
Ravera fu anche il patron della Mostra Internazionale della musica leggera di Venezia, della Vela d'Oro di Riva del Garda e di Saint Vincent Estate (meglio conosciuto come Un disco per l'estate).
Nel 1972 fondò la società di produzione televisiva Publispei, che poi i figli Marco e Luca Ravera portarono avanti insieme a Carlo Bixio.
Nel 1982 ebbe un acceso scontro con Claudio Villa in occasione del Festival di Sanremo, dopo che il cantante fu eliminato alla prima serata .
In un'epoca di profonda innovazione musicale quali furono i primi anni '80, dopo aver ideato la gara canora televisiva Azzurro nel 1982, Ravera nel 1985 crea un'altra gara canora, questa volta a squadre e a Sanremo, Poker di Maggio, la quale verrà trasmessa solo per un'edizione.
Alla sua morte, avvenuta nel 1986, il ruolo di organizzatore del Festival di Sanremo passò al figlio Marco.

## Filmografia
- La ragazza di piazza San Pietro, regia di Piero Costa (1958)